# Jordi Vilanova i Cardona
Jordi Vilanova i Cardona (París, França, 1927 - Barcelona, 1983) era fill de Martí Vilanova, un dels líders del nacionalisme d'esquerres català d'abans de la República i que havia encapçalat una de les dues columnes als Fets de Prats de Molló. Quan aquest mor, la seva esposa Narcisa torna a Catalunya amb el fill d'ambdós i romanen a Barcelona fins als Fets de maig del 1937, quan mare i fill tornen a París on tenen amics.
En iniciar-se la Segona Guerra Mundial, s'exilia a Anglaterra i, quan té 17 anys, s'allista voluntari a l'exèrcit britànic per lluitar contra el feixisme. Malauradament, el període d'ensinistrament a Escòcia s'allarga més enllà del final de la guerra i és destinat a Egipte i a Palestina. En finalitzar el Mandat Britànic de Palestina, torna a Anglaterra.
La seva preocupació aleshores és situar-se per treballar en l'organisme que estima més unitari i d'esquerres. Ho fa primer en el Front Nacional de Catalunya i, més tard, també al Consell Nacional Català. Alt, jove, dinàmic, ben integrat a la societat britànica, Jordi Vilanova significà una aportació rellevant a l'equip entorn de Josep Maria Batista i Roca i el seu incansable col·laborador Gaspar Alcoverro. El seu esperit expeditiu va permetre, per exemple, donar volada a la impressió i distribució del butlletí informatiu «SINC» (Servei d'Informació Nacional Català), iniciat el febrer de 1966 a Perpinyà, més modestament, per Lluís Esteve. La seva disposició per a sintonitzar amb els corrents marxistes era notòria i, de fet sense alterar el pensament del Consell Nacional Català, n'ampliava els camps d'adhesió. N'és vicepresident de 1966 a 1979.
També manté durant tot aquest temps que viu a Londres contactes amb tota mena de persones i organitzacions, rebent moltes persones exiliades a casa seva, entre elles en Jordi Carbonell amb qui creix una llarga amistat. Col·labora amb la Anglo-Catalan Society i treballa per a l'obtenció de l'afiliació del Moviment Socialista de Catalunya a la Internacional Socialista. És frustrat per la posició contrària del PSOE en el si de la Internacional, tot i que n'obté el reconeixement del Partit Laborista britànic. A més a més, és representant de l'Assemblea de Catalunya a la Gran Bretanya.
Al retorn de l'exili, l'any 1976, s'incorpora a l'Assemblea de l'Alt Empordà i continua amb la idea d'unir l'esquerra catalana i es presenta en les primeres eleccions democràtiques per al Senat, en la coalició FNC i BEAN (BCT, PSAN).
Fou cofundador de Nacionalistes d'Esquerra. Formà part del secretariat provisional anterior a la seva primera assemblea, esforçant-se a aconseguir que la nova organització fóra com més àmplia millor. També fou un dels quinze membres del Secretariat i del Consell Polític resultants. Va ser número u de la llista per Girona a les eleccions al Congrés de Madrid el 1982.
Jordi Vilanova estava casat amb una sueca, Gunvi Karlsson, i amb ella van tenir tres fills. Mor d'infart el 24 d'agost, 1983.